# Tomtabacken
Tomtabacken is een 377 meter boven de zeespiegel gelegen heuvel in het Zweedse landschap Småland. De heuvel is het hoogste punt van Småland, het Zuid-Zweedse hoogland en Götaland. De heuvel is gelegen in de gemeente Nässjö ongeveer 22 kilometer ten zuidwesten van de stad Nässjö. Op de top van de heuvel ligt een uitzichttoren vanwaar men een uitzicht over de omgeving heeft.
In januari is de gemiddelde temperatuur op heuvel -4°C, dit is kouder dan in de omgeving van de heuvel en ongeveer even koud als in de landschappen Dalsland en Uppland. Het is niet alleen in de winter kouder op de heuvel dan in de omgeving. In juli is de gemiddelde temperatuur op de heuvel 14°C, dit is ongeveer even koud als in de ongeveer op de poolcirkel gelegen plaats Jokkmokk. 